# Museo all'aperto della ferrovia forestale
Il Museo all'aperto della ferrovia forestale è un museo del settore tecnico-ferroviario con sede nella periferia di Janów Lubelski, in Polonia. Il Museo è gestito dall’Ispettorato Forestale di Janów Lubelski.

## Descrizione
Il museo, inaugurato nell’ottobre del 2000, espone vari oggetti tecnico-ferroviari legati al funzionamento della Ferrovia Forestale dei Boschi di Janów. Dal 1941 al 1984 questa ferrovia ha collegato la città di Biłgoraj con il villaggio di Lipa, nel distretto di Stalowa Wola.   
Nel 1984, anno in cui la ferrovia smise di funzionare, una parte dei materiali rotabili ferroviari fu esposta nell’ex magazzino di Szklarnia. I binari dell’ultima tratta del percorso (Lipa – Szklarnia) furono invece smantellati nel 1988. A causa della mancanza di sorveglianza, si verificarono numerosi danneggiamenti e quindi, nel 1999, i rotabili furono spostati a Janów Lubelski, dove vennero restaurati dalla Fondazione delle Ferrovie a Scartamento Ridotto Polacche.
Nell'ambito della mostra museale, sono disponibili la locomotiva a vapore Las47 (“Bosco" 47) e la locomotiva termica WLs50, nonché alcune carrozze: un vagone rimorchio per il trasporto del legno, un vagone piattaforma, una carrozza passeggeri (per il trasporto dei lavoratori), un vagone tramoggia, un vagone cisterna, un vagone piattaforma con spazzaneve e un carro ribaltabile per il trasporto di materiale sfuso.
Il museo è aperto tutti i giorni e l'entrata è gratuita.